# Vengeance (2006)
L'édition 2006 de Vengeance est une manifestation de catch professionnel télédiffusée et visible uniquement en paiement à la séance. L'événement, produit par la World Wrestling Entertainment, s'est déroulé le 25 juin 2006 au Charlotte Bobcats Arena, à Charlotte (Caroline du Nord) aux États-Unis. Il s'agit de la sixième édition de Vengeance. Edge et John Cena sont en vedette de l'affiche promotionnelle (officielle).
Neuf matchs, dont deux mettant en jeu les titres de la fédération, ont été programmés. Chacun d'entre eux est déterminé par des storylines rédigées par les scénaristes de la WWE ; soit par des rivalités survenues avant le pay-per-view, soit par des matchs de qualification en cas de rencontre pour un championnat.

## Contexte
Les spectacles de la World Wrestling Entertainment en paiement à la séance sont constitués de matchs aux résultats prédéterminés par les scénaristes de la WWE. Ces rencontres sont justifiées par des storylines - une rivalité avec un catcheur, la plupart du temps - ou par des qualifications survenues dans les émissions de la WWE telles que RAW et SmackDown. Tous les catcheurs possèdent un gimmick, c'est-à-dire qu'ils incarnent un personnage face (gentil), heel (méchant) ou tweener (neutre, apprécié du public), qui évolue au fil des rencontres. Un pay-per-view comme Vengeance est donc un évènement tournant pour les différentes storylines en cours.

## Déroulement du spectacle
- Dark match: Val Venis def. Rob Conway
- Randy Orton def. Kurt Angle (12:50) 
  - Orton a effectué le tombé après un RKO
- Umaga (w/Armando Alejandro Estrada)  def. Eugene (w/Jim Duggan, Doink the Clown et Kamala)  (1:26)
  - Umaga a effectué le tombé sur Eugene après un Samoan Spike.
- Ric Flair def. Mick Foley dans un Match au meilleur des 3 manches par disqualification  (7:32)
- Johnny Nitro (w/Melina) def. Shelton Benjamin (c) et Carlito dans un Triple Threat Match pour remporter le WWE Intercontinental Championship (12:01)
- Rob Van Dam(c) def. Edge (w/Lita) pour conserver le WWE Championship (17:55)
  - RVD a fait le tombé après un Frog Splash
- Masked Kane def. Kane (7:00)
  - Le faux Kane a fait le tombé après un Chokeslam.
- John Cena def. Sabu dans un Extreme Lumberjack Match (6:38).
  - John Cena a fait abandonner Sabu sur le STFU après lui avoir porté un FU à travers une table
- D-Generation X (Triple H et Shawn Michaels) def. The Spirit Squad (Kenny, Johnny, Mitch, Nicky et Mikey) dans un Match Handicap (17:45)
  - Triple H a effectué le tombé sur Kenny après un Pedigree en même temps que Shawn Michaels qui l'a effectué sur Mikey après un Sweet Chin Music